# Svomas
Les Svomas ou  SVOMAS (russe : Свомас ou СВОМАС), abréviation pour Svobodnye gosudarstvennye khudozhestvennyemasterskiye (en russe : Свободные Государственные художественные мастерские) («Ateliers d'Art Publics (//d'état) Libres (//ouverts, gratuits)» - en anglais Free State Art Studios), étaient des écoles d'art actives dans plusieurs villes russes dont Moscou et Pétrograd après la révolution d'Octobre. 
Les Svomas moscovites, créés en 1918, remplacent l'Académie d'art et d'industrie Stroganov, qui devient le Premier studio d'art libre, et l'École de peinture, de sculpture et d'architecture de Moscou, qui devient le Second studio d'art libre. Les deux établissements sont remplacés en 1920 par les Vkhoutemas («Ateliers supérieurs d’art et de technique»). Le Svomas de Pétrograd, fondé en 1919 à partir des Ateliers éducatifs d'art libres de Pétrodad, succédant eux-mêmes à l'Académie des beaux-arts, est remplacé en 1921 par les Ateliers publics d'éducation artistique. 
Remettant en cause les conditions d'accès à la formation méthodes d'apprentissage des anciennes académies d'art, la place de l'art dans la société, l'une ambitions des Svomas est notamment d'accroître la sensibilité et les compétences des travailleurs défavorisés, comme les ouvriers et les paysans. Il n'existe aucun examen d'entrée, les cours d'histoire de l'art sont optionnels, les artistes d'avant-garde assurent l'enseignement et les étudiants choisissent leurs professeurs. 